# هدیه جادوگر خوب
هدیه جادوگر خوب (به انگلیسی: The Good Witch's Gift) همچنین در نقش عروسی خوب جادوگر نیز معروف است و در تاریخ ۱۳ نوامبر ۲۰۱۰ آغاز به کار کرد و سومین فیلم در مجموعه فیلم‌های تلویزیونی شبکه هالمارک، جادوگر خوب است.

## بازیگران و شخصیت‌ها
- کاترین بل در نقش کاساندرا نایتیگل
- کریس پاتر در نقش جیک راسل
- متیو نایت در نقش براندون راسل
- هانا اندیکات-داگلاس در نقش لری راسل
- کاترین دیشر در نقش مارتا تینسدیل
- پیتر مک نیل در نقش جورج اوهانران
- لورا برترام در نقش بتی، صاحب یک نانوایی
- نواه کاپ در نقش دریک سندرز، یک مأمور پلیس که به بتی علاقه دارد
- پل میلر در نقش شهردار تام تینسدیل
- جوردن تودوسی در نقش جودی دیکس
- ماری وارد در نقش روت دیکس، مادر جودی
- گراهام ابی در نقش لئون دیکس

## تولید
این فیلم که توسط کمپانی Good Witch Weds Productions, Inc، تولید شده‌است.در ابتدا با عنوان "عروسی جادوگر خوب" منتشر شود.